# 圣伊莱尔托里约
圣伊莱尔托里约（法語：Saint-Hilaire-Taurieux，法語發音：[sɛ̃.t‿ilɛʁ toʁjø]）是法国科雷兹省的一个市镇，位于该省南部，属于蒂勒区。

## 地理
圣伊莱尔托里约（45°5'3"N, 1°49'55"E）面积8.61 平方千米，位于法国新阿基坦大区科雷兹省，该省份为法国中南部省份，北起上维埃纳省和克勒兹省，西接多爾多涅省，南至洛特省，东临多姆山省和康塔爾省。
与圣伊莱尔托里约接壤的市镇（或旧市镇、城区）包括：舍纳耶-马谢、梅努瓦尔、多尔多涅河畔蒙索、讷维尔。

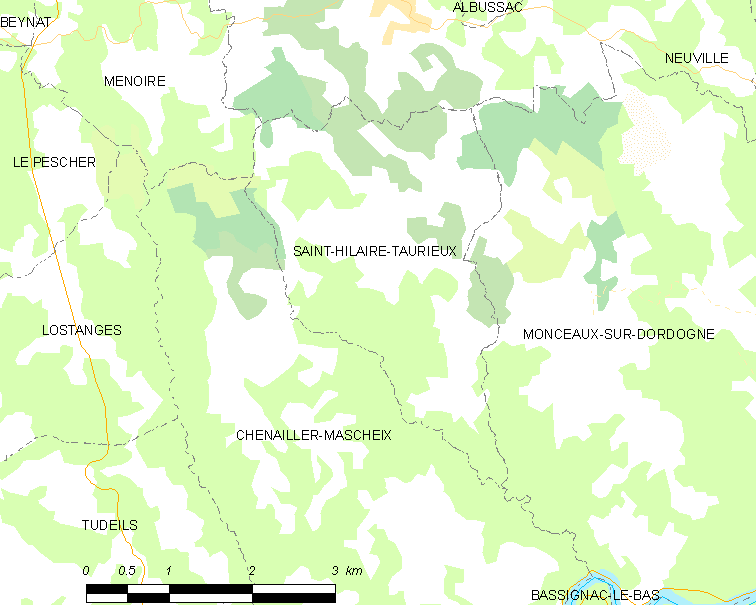
圣伊莱尔托里约的OSM定位图

圣伊莱尔托里约的时区为UTC+01:00、UTC+02:00（夏令时）。

## 行政
圣伊莱尔托里约的邮政编码为19400，INSEE市镇编码为19212。

## 政治
圣伊莱尔托里约所属的省级选区为多尔多涅河畔阿让塔县。

## 人口

1962-2008年间圣伊莱尔托里约人口变化图示

圣伊莱尔托里约于2022年1月1日时的人口数量为95人。